# 来摇滚吧 (黑键乐队专辑)
来摇滚吧 是美国摇滚双人乐队黑键乐队发布于2019年6月28日的第九张专辑，由Easy Eye Sound/Nonesuch 发行. 这张专辑是乐队自2014年以来 变蓝  之后的第一张新专辑。专辑发布前乐队发布了三首单曲"Lo/Hi","Eagle Birds"和"Go"。 "Lo/Hi"同时高居美国 告示牌榜单 主流摇滚, Adult Alternative Songs、Rock Airplay和 Alternative Songs 榜首，这是第一首得到如此殊荣的歌。

## 背景
根据乐队主唱奥尔巴赫，这张专辑的标题灵感来自于一个不久前被执行死刑的杀人犯埃德蒙扎古尔斯基 ，他在录制新专辑歌曲时听说了这个新闻。 2018年11月1日，当死刑犯被问及上电椅前的临终遗言时，扎古尔斯基告诉守卫：“来摇滚吧”这是田纳西州时隔11年来第一次执行死刑。
1. ↑  . iTunes Store.   [April 26, 2019]. （原始内容存档于2019-05-05）.
2. ↑  Bloom, Madison. . Pitchfork. April 25, 2019  [April 26, 2019]. （原始内容存档于2021-01-21）.
3. ↑  . Billboard.   [2019-05-16]. （原始内容存档于2020-09-22）.
4. ↑  Hiatt, Brian. . Rolling Stone. April 25, 2019  [June 27, 2019]. （原始内容存档于2021-01-23）.